# باشگاه فوتبال اوبولون-برووار کیف

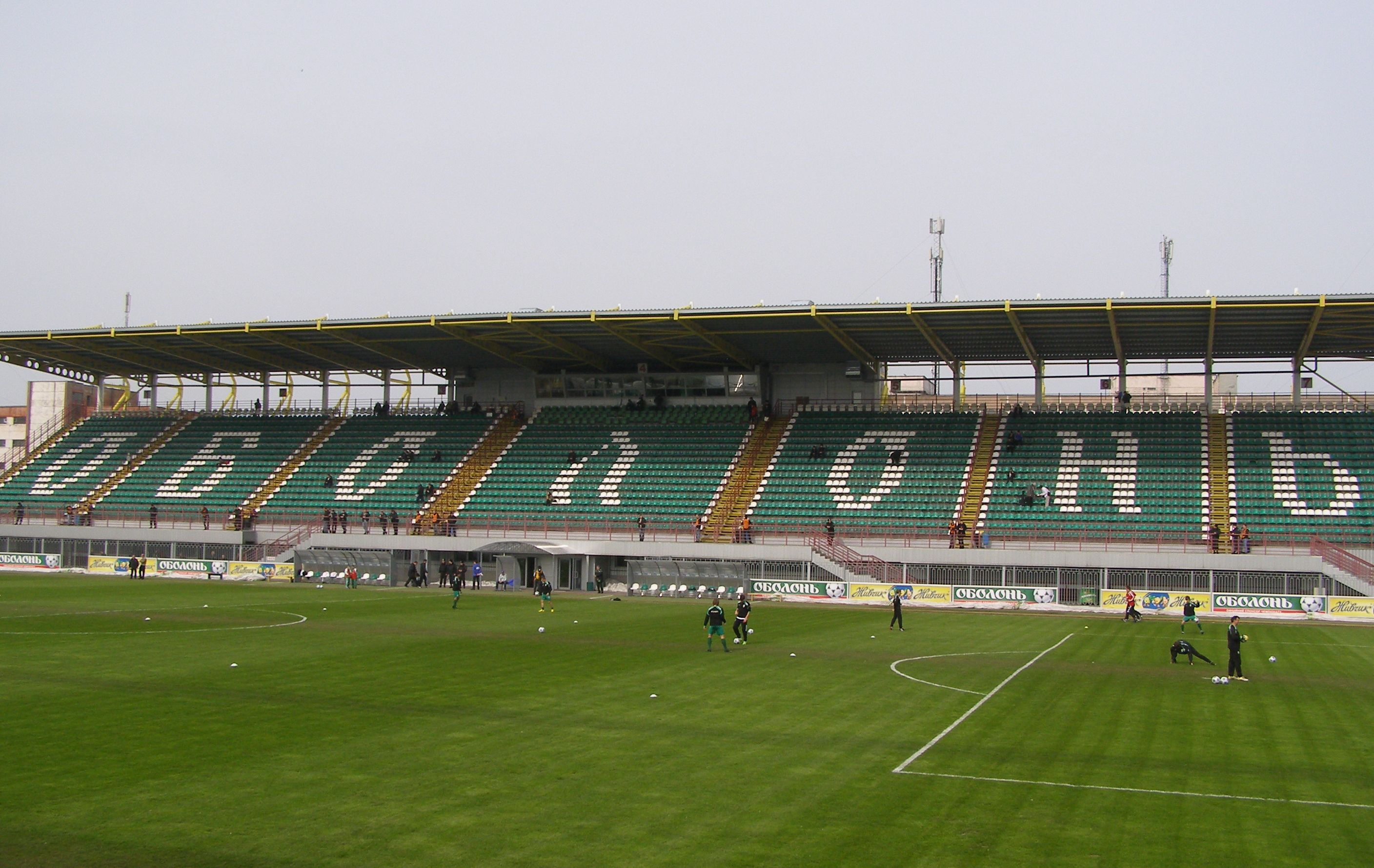
زمین فوتبال باشگاه فوتبال اوبولون-برووار کیف

باشگاه فوتبال اوبولون-برووار کیف (به انگلیسی: FC Obolon-Brovar Kyiv) یک باشگاه فوتبال حرفه‌ای اوکراینی در کیف (منطقه اوبولون) است. لباس خانگی این تیم پیراهن سبز و شورت‌های سفید است؛ هنگامی که این تیم خارج از خانه خود بازی می‌کند لباس آن به رنگ پیراهن‌های سفید و شورت‌های سبز می‌باشد. حامی مالی این تیم از سال ۱۳۷۷ آبجوسازی اوبولون است.